# Hurufisme
El hurufisme (en àrab حروفية, Hurufiyya, adjectiu hurufí) fou un corrent sufí de caràcter cabalístic que es va desenvolupar en zones de l'occident de Pèrsia i Azerbaidjan durant els segles xiv i xv. "Huruf" significa literalment 'lletres', ja que es considerava que cadascuna tenia un paper essencial per a l'obtenció de l'amor i la bellesa en l'univers.
El moviment fou fundat per Naimi Fazlallah al-Hurufi al-Astarabadi, que va començar la seva predicació vers el 1360 i la va difondre per Pèrsia i l'Azerbaidjan vers els anys 1370-1394. Va tenir seguidors dins la cort jalayírida quan encara mantenia la tradició sufí però després va evolucionar cap a una espiritualitat esotèrica. No va poder convertir a Tamerlà i, condemnat pels caps religiosos, fou executat el 1394. Els seus seguidors es van revoltar a l'Azerbaidjan però la revolta fou sufocada; el moviment va sobreviure encara uns anys.